# SUMMER LOVE (アルバム)
『SUMMER LOVE』（サマー・ラヴ）は、1995年7月26日に発売されたORIGINAL LOVE通算4作目のベスト・アルバム。

## 解説
1枚目の『LOVE! LOVE! & LOVE!』から4枚目の『風の歌を聴け』までのオリジナル・アルバムの中から、夏向きのラヴ・ソングをコンパイルした、桑原茂一選曲によるコンピレーション・アルバム。
M-1「Deeper (Intro)」はM-10「Deeper」のイントロを抜き出したもの。M-1「Deeper (Intro)」の冒頭とM-12「心 Angel Heart」の終わり、およびM-2「スクランブル」とM-3「Sleepin' Beauty」、M-6「時差を駆ける想い」とM-7「Without You」、M-9「二つの手のように」とM-10「Deeper」、M-10「Deeper」とM-11「フレンズ」、M-11「フレンズ」とM-12「心 Angel Heart」の曲間に、波音のSEが挿入されている。

## パッケージ、アートワーク
ブックレットにはグラフィック・デザイナーによる「オフィシャル・サマー・ラヴTシャツ」（designed by 小池歩）と「サマー・ラヴ・デザイナーズTシャツ」（designed by 吉田康一、松本弦人、小野英作）の計4種類が抽選で4型各50名、合計200名に当たる“サマー・ラブ・スペシャルTシャツ・プレゼント”応募券付別紙が添付されていた。

## 収録曲
1. Deeper (Intro)  –  (2'09")
2. スクランブル Scramble[3]  –  (4'43")
作詞：木原龍太郎  作曲：田島貴男
3. Sleepin' Beauty[2]  –  (5'54")
作詞：木原龍太郎  作曲：木原龍太郎 · 田島貴男
4. Sweat and Sugar Night[1]  –  (7'20")
作詞：田島貴男  作曲：オリジナル・ラヴ
5. 灼熱 The body of sunshine[4]  –  (5'27")
作詞：宮田繁男  作曲：田島貴男
6. 時差を駆ける想い[2]  –  (4'58")
作詞：田島貴男  作曲：田島貴男 · 小松秀行
7. Without You[1]  –  (5'03")
作詞：木原龍太郎  作曲：田島貴男
8. 愛のサーキット Love Circuit[3]  –  (6'17")
作詞 ⁄ 作曲：田島貴男
9. 二つの手のように[2]  –  (6'13")
作詞：田島貴男  作曲：木原龍太郎 · 田島貴男
10. Deeper[4] (6'31")
作詞：吉田美奈子  作曲：宮田繁男
11. フレンズ Friends[3]  –  (4'51")
作詞：木原龍太郎  作曲：田島貴男
12. 心 Angel Heart (Album Mix)[2]  –  (6'16")
作詞 ⁄ 作曲：田島貴男

## クレジット
| Compiled by MOICHI KUWAHARA (CLUB KING Co.,)                                       |
| Producction Assited by TOMOKI OHNO (CLUB KING Co.,) ⁄ SAIKO FUKUI (CLUB KING Co.,) |
|                                                                                    |
| Art Direction & Design by AYUMI KOIKE (new and bold)                               |
| Photo by YUTAKA SAKANO                                                             |
|                                                                                    |
| Digitally Remastered by MITSUHARU HARADA                                           |
| Mastering Studio at ON-AIR AZABU Studio ⁄ Adbaloon Studio                          |
|                                                                                    |
| Directed by MASAKAZU HIRATA (TOSHIBA EMI)                                          |
| Public Relation : TOSHIBA EMI ⁄ 1st PROMOTION SECTION ⁄ 1st DIVISION A&R DOMESTIC  |